# 量子数
量子数（、英: quantum number）とは、量子力学において、量子状態を区別するための番号のこと。

## 1粒子系
1粒子系のシュレーディンガー方程式はハミルトニアンの固有値問題に帰着し、その解としてエネルギー固有状態とエネルギー固有値の組が得られる。線形独立な解を添字により区別できるが、この添字の番号が量子数を与える。
添字の付け方について、ポテンシャルに束縛された粒子のエネルギー固有値は離散的になり、また有限のエネルギーを持つ基底状態が存在するため、エネルギー固有値の小さい順に添字で番号付けることができる。
エネルギー固有状態は次の4つの量子数で区別される。
- 主量子数 （principal quantum number）: n
- 方位量子数（azimuthal quantum number）: l
- 磁気量子数（magnetic quantum number）: ml
- スピン量子数（spin quantum number）: ms

各量子数には次のような制限がある。
{\displaystyle {\begin{aligned}n&=1,2,3,\dots \\l&=0,1,2,\dots ,n-1\\m_{l}&=0,\dots ,\pm (l-1),\pm l\end{aligned}}}
すなわち方位量子数は 0 ≤ l < n の範囲の整数、磁気量子数は |ml| ≤ l の範囲の整数でなければならない。
パウリの排他原理によれば「4つの量子数（n, l, ml, ms）で決まる一つの量子状態にはただ一つの電子しか入ることができない」。排他原理は一般に半整数スピンを持つ粒子（フェルミ粒子）には当てはまるが、整数スピンを持つ粒子（ボーズ粒子）には当てはまらない。
また経験的にフントの規則「電子は1つずつ等エネルギーで磁気量子数 ml が異なる別々の軌道に同じ電子スピン磁気量子数 ms をとりながら配置されていく」に従うことが知られている。

## 水素原子における量子数
n = 1, l = 0　のとき1s軌道とよばれ、ここには二つの電子がそれぞれ異なるスピンをもって入る。
n = 2, l = 1, ml = 1　のときは2pz軌道とよばれ、やはり二つの電子が異なるスピンをもって入る。
多電子系の場合でも有効核電荷の概念を用いれば水素原子型に帰着できる。

## 主量子数
主量子数 n は、電子の波動関数が原子半径方向の定常波を表す量子数と考えることができる。水素原子のように中心力だけを考えればよいモデルでは、固有値εn（電子に許されるエネルギー）は主量子数 n だけの関数になり、次のようにとびとびの値になる。
{\displaystyle \epsilon _{n}=-{Z^{2}m_{e}e^{4} \over {(4\pi \epsilon _{0})^{2}2\hbar ^{2}}}{1 \over {n^{2}}}=-{(\mathrm {constant} ) \over {n^{2}}}}
ここで、Z は 原子番号、 Ze で原子核の電荷、me は電子の質量、e は素電荷、ε0 は真空の誘電率である。水素原子の場合は Z = 1 である。なお、固有値εn は n2 重に縮退している。なぜなら、主量子数が n のとき、方位量子数 l と磁気量子数 ml は
{\displaystyle l=0,1,2,\dots ,n-1}
{\displaystyle m_{l}=0,\dots ,\pm (l-1),\pm l\quad \to \quad (2l+1)}個
のいずれかの状態を取りうるから、状態の総数は各 l に対する ml を足し合わせて
{\displaystyle \sum _{l=0}^{n-1}(2l+1)=n^{2}}
のようにn2 状態あるが、これらの状態は固有値には関与していないからである。ただし、一般には、外場の存在などにより縮退が解けるので、水素原子の固有値は主量子数 n と方位量子数 l の関数になる。以上は非相対論的に解いた結果であり、また、スピン軌道相互作用の影響やラムシフトなども考慮していない。

## 素粒子における量子数
素粒子は、それらに内在的であると通常は考えられる多くの量子数を含む。各量子数は問題の対称性を表す。
時空対称性に関係する典型的な量子数は、スピン（回転対称性に関係）、パリティ、CパリティおよびTパリティ（時空のポアンカレ対称性に関係）である。内部対称性に関係する典型的な量子数は、レプトン数およびバリオン数または電荷である。（この種の量子数の詳細な記述はフレーバーを参照）
多くの保存する量子数は加法的である。しかしながら、いくつかの量子数（通常はパリティ）は乗法的であり、それらの積は保存する。すべての乗法的な量子数は、対称性変換を二度行う操作は何もしない操作と等価であるような対称性（パリティのような）に属する。加法的対称性および乗法的対称性は、Z2と呼ばれる抽象群の性質を持つ。

## 補足
量子数はただ1組とは限らず、原理的には多数存在しうる。状態を区別できるのであれば量子数はどのように選んでも良い。しかし系の物理量がとる値自身、またはそれを区別する数を量子数として採用するしか方法は無い。例えばN粒子系では、各粒子の位置{\displaystyle \mathbf {r} _{1},\cdots ,\mathbf {r} _{N}}を量子数に選んでも良いし、運動量{\displaystyle \mathbf {p} _{1},\cdots ,\mathbf {p} _{N}}を選ぶこともできる。このときは量子数は全部で3N個となる。また一次元調和振動子では、位置や運動量を選ぶこともできるが、エネルギー固有値{\displaystyle E_{n}}の番号{\displaystyle n}を選ぶこともできる。位置や運動量を量子数として選んだ場合は量子数は連続変数となるが、エネルギー固有値の番号を選んだ場合は量子数は離散値になる。